# Edmund H. Hansen
Pour les articles homonymes, voir Hansen.
Edmund H. Hansen est un ingénieur du son américain né le 13 novembre 1894 à Springfield (Illinois) et mort le 10 octobre 1962 à Orange (Californie).

## Biographie
Edmund H. Hansen a travaillé notamment comme responsable du département son à la 20th Century-Fox et a été récompensé à plusieurs reprises aux Oscars.

## Distinctions

### Récompenses
- 1940 : Oscar des meilleurs effets spéciaux pour La Mousson (The Rains Came) de Clarence Brown
- 1945 : Oscar du meilleur mixage de son pour Le Président Wilson (Wilson) de Henry King

### Nominations
- Oscar du meilleur mixage de son
  - 1935 : La Parade blanche (The White Parade) de Irving Cummings
  - 1936 : Votez pour moi (Thanks a Million) de Roy Del Ruth
  - 1937 : Saint-Louis Blues (Banjo on My Knee) de John Cromwell
  - 1938 : L'Incendie de Chicago (In Old Chicago) de Henry King
  - 1939 : Suez d'Allan Dwan
  - 1940 : La Mousson (The Rains Came) de Clarence Brown
  - 1941 : Les Raisins de la colère (The Grapes of Wrath) de John Ford
  - 1942 : Qu'elle était verte ma vallée (How Green Was My Valley) de John Ford
  - 1943 : Âmes rebelles (This Above All) d'Anatole Litvak
  - 1944 : Le Chant de Bernadette (The Song of Bernadette) de Henry King
- Oscar des meilleurs effets spéciaux
  - 1941 : L'Oiseau bleu (The Blue Bird) de Walter Lang
  - 1942 : Un Yankee dans la RAF (A Yank in the R.A.F.) de Henry King